# Orthofidonia tinctaria
Orthofidonia tinctaria là một loài bướm đêm trong họ Geometridae.